# 빅토르 생테
빅토르 아미드 생테(프랑스어: Victor Hamid Sintès, 1980년 8월 8일 ~ )는 프랑스와 알제리의 플뢰레 펜싱 선수이다. 그는 2012년 하계 올림픽에서 남자 플뢰레 개인전과 단체전에 출전하였으나, 개인전은 16강에서 레이성에게 6-15로 패하며 탈락하였고, 단체전에서는 미국과의 8강전에서 39-45로 패한 뒤 순위 결정전에서 모두 패해 8위로 마감하였다.

## 개인사
부인인 카롤린 사이에서 자녀 2명을 낳았다.